# Frauenfußball in der DDR

Wappen DFV

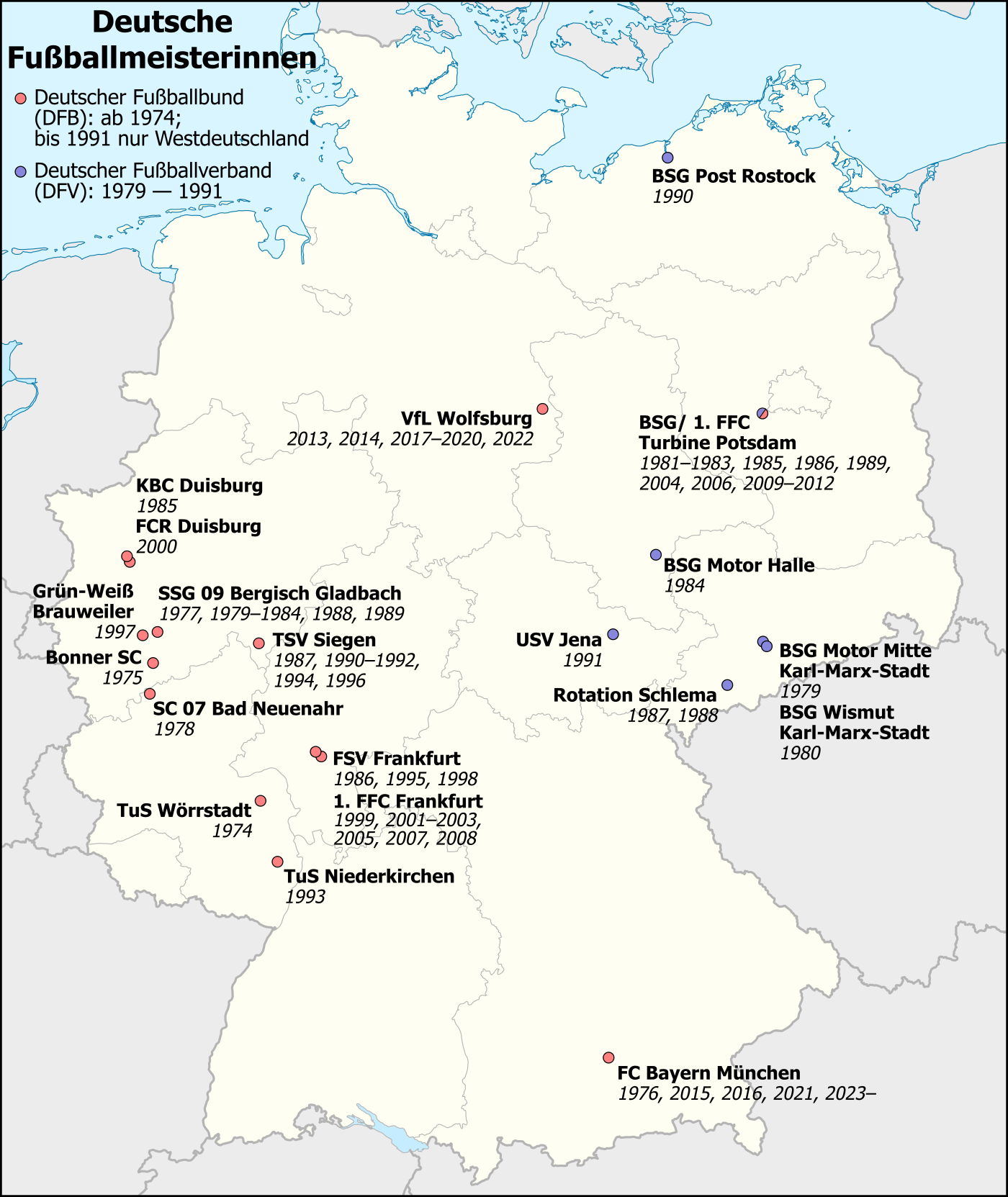
Deutsche Frauenfußballmeister seit 1974

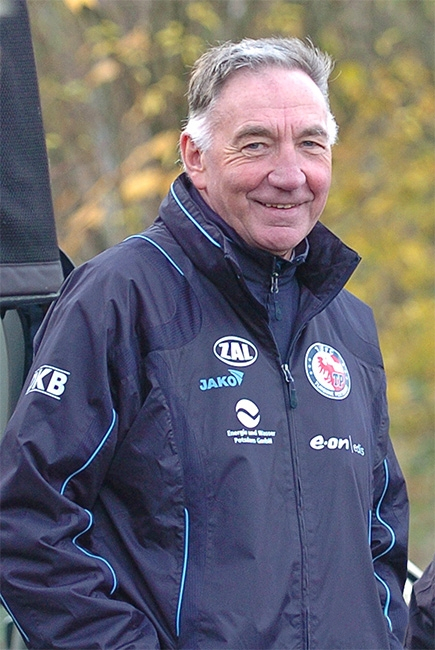
Bernd Schröder, erfolgreichster Trainer im Frauenfußball der DDR

In der DDR wurde seit Ende der 1950er Jahre Frauenfußball gespielt. Der Fußballverband integrierte die Frauenmannschaften ab 1968, die aber zunächst nur regionale Wettbewerbe (Bezirksebene) austrugen. Offizielle Wettbewerbe auf DDR-Ebene gab es seit Ende der 1970er Jahre.

## Geschichte
Die ersten Veröffentlichungen über Frauenfußballspiele in der DDR gab es in den Jahren 1959 und 1960. Aus dieser Zeit ist ein Spiel in Dresden überliefert, bei dem sich Mannschaften aus Dresden und Leipzig gegenüberstanden. Für die Jahre danach sind aber kaum Zeitzeugenberichte bekannt, vor allem, weil sich der Frauenfußball als Freizeitsport außerhalb des Punktspielbetriebs im Deutschen Fußball-Verband der DDR (DFV) abspielte.
Die Verankerung des Frauenfußballmannschaft in der Organisationsstruktur des DFV erfolgte ab 1968. Der bulgarische Student Wladimir Zwetkov (* 1939; † 2019), der an der Technischen Universität studierte, wollte bei der BSG Empor Dresden-Mitte (heute Dresdner SC) seine Idee, Frauen auch offiziell Fußball spielen zu lassen, umsetzen. Damit stieß er in den Funktionärsetagen von Partei und Sportverbänden zwar auf Widerstand, erhielt aber nach einem langen Telefongespräch mit dem 1. Parteisekretär des Bezirks Dresden und einem Besuch bei der Leitung der BSG Empor Dresden-Mitte grünes Licht. Er gab eine Annonce in den Sächsischen Neuen Nachrichten auf, worauf sich viele Frauen zum Training meldeten.
Unerwartete Hilfestellung erhielt der Bulgare überdies durch Heinz Florian Oertel. Während eines Besuchs beim DDR-Oberligisten Union Berlin konnte er den bekannten Sportreporter überreden, in der Halbzeitpause des Herrenspiels über Stadionlautsprecher das erste Frauenfußballspiel von Empor Dresden-Mitte anzukündigen.
Am 4. August 1969 fand dieses Spiel gegen Empor Possendorf vor 1.600 Zuschauern statt, Dresden-Mitte gewann mit 2:0. Wenig später war Zwetkov auch an der Gründung der Betriebssportgemeinschaften ZfK Rossendorf sowie Aufbau Dresden-Ost beteiligt. In einem Interview 2005 sagte Zwetkov zu seinen damaligen Trainingsmethoden: „Taktik, Technik und Gymnastik … Die Übungen, die Klinsmann jetzt mit den Amerikanern macht für die Nationalmannschaft, die hab ich schon damals mit den Frauen gemacht, z. B. diese Übungen mit Seilen, die um die Beine gebunden werden.“
Da Frauenfußball keine olympische Sportart war und damit auch kein staatliches Renommee in Aussicht stand, wurde er auch nicht als Leistungssport gefördert. Die verantwortlichen Funktionäre schoben den Frauenfußball in den Freizeit- und Erholungssport ab. An einem organisierten Spielbetrieb etwa auf Bezirksebene oder sogar landesweit bestand lange Zeit kein Interesse. Dennoch gelang es den Damenfußball-Pionieren in Dresden, zumindest auf Stadtebene, ab 1970 eine Liga mit acht Mannschaften einzurichten. Auch anderswo in der DDR gründeten sich Frauenfußballteams. In Leipzig wurde bereits am 5. November 1968 die BSG Chemie Leipzig ins Leben gerufen. 1969 entstand die BSG Motor Mitte Karl-Marx-Stadt, 1970 die BSG Motor Halle.
Damenfußballteams entstanden in dieser Zeit außerdem in den DDR-Bezirken Karl-Marx-Stadt, Neubrandenburg und Rostock, so z. B. mit der BSG Post Rostock, Traktor Spornitz und der BSG Hydraulik Parchim. Vielfach stießen die Verantwortlichen aber auf Unverständnis oder Ablehnung. So handelte sich Jupp Pilz von der BSG Post Rostock bei den Gründungsvorbereitungen einer Damenfußballabteilung erst einmal 26 Absagen von Betriebssportgemeinschaften ein. Bis Ende 1971 spielten in der DDR dennoch insgesamt 150 Teams Damenfußball.
In Neubrandenburg wurde ab 1974 ein Spielbetrieb mit sechs Damenfußballteams etabliert. Teilnehmer waren die Betriebssportgemeinschaften von Motor Teterow, Ascobloc Neubrandenburg, Traktor Rosenow, Einheit Strasburg, Vorwärts Viereck und Traktor Neukölln.
Die Spielordnung des DFV der DDR von 1971 sah vor, dass die Spielzeit 2 mal 30 Minuten beträgt, die Mädchen mindestens 16 Jahre alt sind und ein „einsatzfähiger weiblicher Schiedsrichter“ gestellt wird. Durch Beschluss legte der DFV weiterhin fest: „Der Wettspielbetrieb darf nicht über den Bezirksbereich hinausgehen.“
DDR-Meisterschaften wurden dadurch lange Zeit verhindert. „Die Einführung einer Damenfußball-Oberliga (…) halten wir für überstürzt“ hatte 1971 schon der stellvertretende Generalsekretär des DFV Hans Müller gesagt.
Ab 1979 wurde erstmals eine „Meisterschaft“ in Form einer Bestenermittlung ausgespielt. 1979 beschloss der VI. Verbandstag des DDR-Fußballverbandes DFV einen überregionalen Spielbetrieb. Die Funktionäre beschlossen: „Zur weiteren Belebung und Förderung des Frauenfußballs sind Bezirksbestenermittlungen durchzuführen und beginnend 1979 erstmals Turniere dieser Bezirksbesten bis zur Ermittlung der DDR-Besten-Frauenfußballmannschaft zu organisieren.“ Es entstand in der Folge eine Arbeitsgruppe Frauenfußball in der Kommission Freizeit- und Erholungssport, die mit der Organisation des Wettbewerbsbetriebes beauftragt wurde.
Die Bestenermittlung am 6. Oktober 1979 in Templin kann als erstes größeres Ereignis des DDR-Frauenfußballs bezeichnet werden. 3.100 Zuschauer besuchten die Spiele im Templiner Stadion der Freundschaft, von denen 2.000 ihre Karten im Vorverkauf erworben hatten. Zudem war der stellvertretende Generalsekretär des DFV Hans Müller persönlich zugegen, um sich die Spiele anzuschauen und die Siegerehrung vorzunehmen.
Die vier Endrundenteilnehmer vertraten überdies rund 300 Frauenfußballmannschaften des DFV der DDR.
Insgesamt hatten sich 1981 in der DDR 360 Frauenfußballteams gegründet. Die besten Mannschaften der Zeit kamen aus Dresden, Karl-Marx-Stadt, Rostock und Potsdam.
1987 kam mit dem „Pokal des Demokratischen Frauenbundes“ ein Pokalwettbewerb hinzu. Eine richtige Meisterschaft nach dem Vorbild der DDR-Oberliga der Männer erlaubte der DFV erst im Jahr der Wiedervereinigung 1990. Erster und einziger offizieller DDR-Meister wurde die BSG Post Rostock, wobei die Mannschaften, die in den Jahren der Bestenermittlung tonangebend waren, auch 1990 zu den Besten gehörten, was das Rostocker Beispiel belegt. Zudem war der Sieger der Bestenermittlung bereits mitunter als DDR-Meister bezeichnet worden, selbst in Tageszeitungen.
Es gab seit 1989 auch eine Nationalmannschaft, die jedoch am 9. Mai 1990 nur ein einziges Mal spielte und in Potsdam gegen die ČSFR 0:3 verlor.

## Meisterschaften

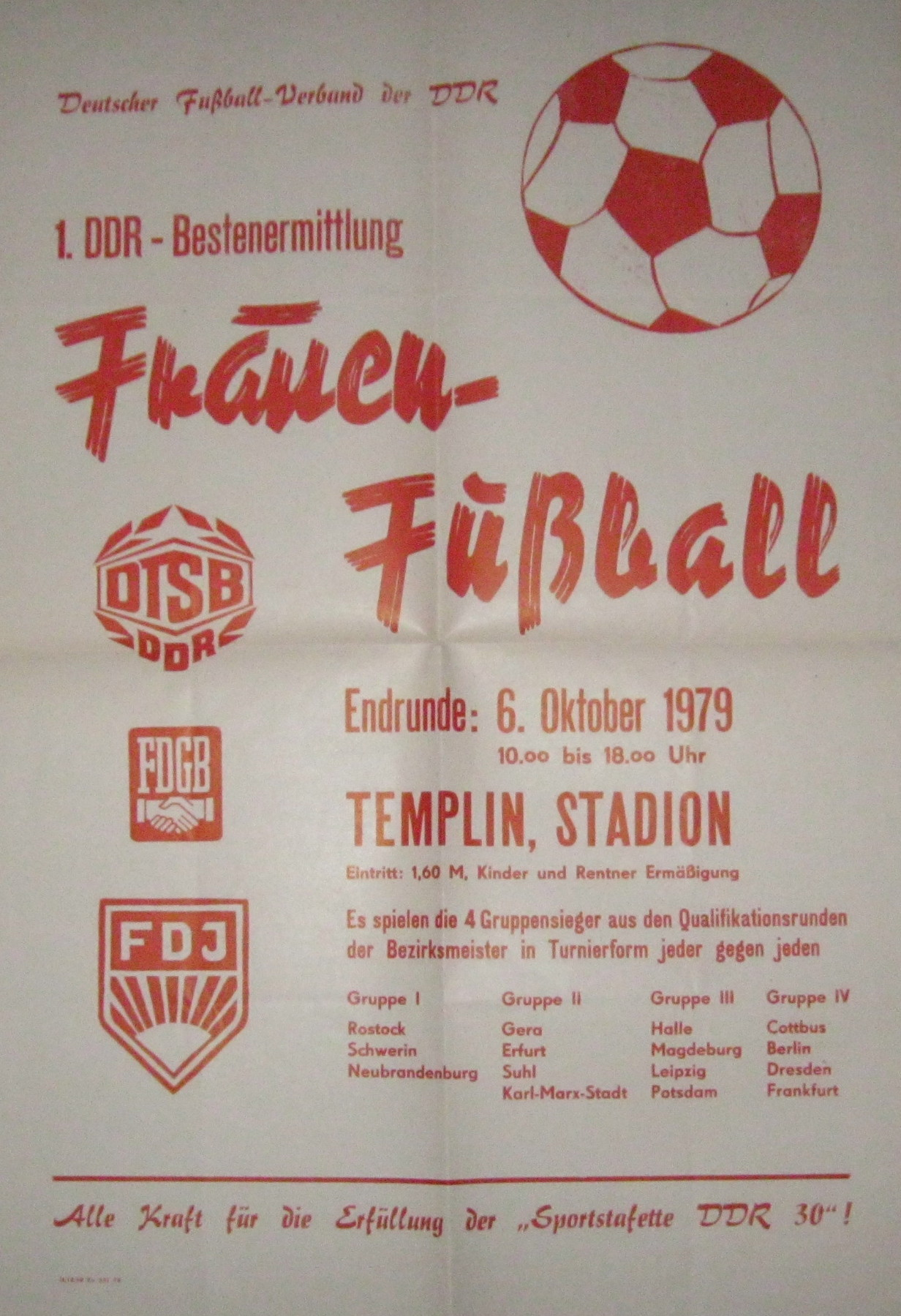
Plakat zur Bestenermittlung 1979

Da der Frauenfußball im damaligen Zeitraum keine olympische Sportart war, wurde die Meisterschaft, wie angeführt, ab 1979 durch eine Bestenermittlung entschieden. Hierfür qualifizierten sich im ersten Jahr vier, später fünf Mannschaften. Die besten Teams wurden durch Ausscheidungsturniere in den jeweiligen DDR-Bezirken ermittelt.
Ab 1985 qualifizierten sich die Meister der 15 DDR-Bezirke. Zu einer Leistungskonzentration kam es 1987, als eine zweigleisige Liga (Nord und Süd) eingeführt wurde. Die Staffelsieger ermittelten im Finale den DDR-Meister.
In der Saison 1990/91 wurde schließlich die eingleisige Oberliga Nordost eingerichtet. Meister wurde der HSG Uni Jena, die sich zusammen mit dem FC Wismut Aue für die Bundesliga qualifizierten. Die restlichen Mannschaften bildeten zusammen mit einigen Westberliner Vereinen die neue Regionalliga Nordost, die fortan zweithöchste Spielklasse war.
Rekordmeister war die BSG Turbine Potsdam, die unter dem heutigen Namen 1. FFC Turbine Potsdam für lange Jahre zu den stärksten Frauenfußballvereinen Deutschlands gehörte.
Bekannte Spielerinnen ab Beginn der Bestenermittlung 1979 bzw. DDR-Meisterschaft waren Ines Stephan (Aufbau Dresden-Ost), Sabine Seidel und Sybille Brüdgam (Turbine Potsdam), Doreen Meier (Uni SV Jena) oder Katrin Prühs (BSG Post Rostock).

### Bestenermittlung 1979–1984
| Jahr | Austragungsort     | Meister                         | Zweiter                    | Dritter                | Vierter                | Fünfter                |
| ---- | ------------------ | ------------------------------- | -------------------------- | ---------------------- | ---------------------- | ---------------------- |
| 1979 | Templin            | BSG Motor Mitte Karl-Marx-Stadt | BSG Aufbau Dresden-Ost     | BSG Post Rostock       | BSG Chemie Wolfen      | –                      |
| 1980 | Blankenburg (Harz) | BSG Wismut Karl-Marx-Stadt      | BSG Aufbau Dresden-Ost     | BSG Chemie Wolfen      | BSG Chemie PCK Schwedt | BSG Post Rostock       |
| 1981 | Babelsberg         | BSG Turbine Potsdam             | BSG Chemie Wolfen          | BSG Chemie Leipzig     | BSG Aufbau Dresden-Ost | BSG EAB 47 Berlin      |
| 1982 | Lauchhammer        | BSG Turbine Potsdam             | BSG Chemie PCK Schwedt     | BSG Chemie Leipzig     | BSG Fortschritt Erfurt | BSG Chemie Wolfen      |
| 1983 | Schwedt            | BSG Turbine Potsdam             | BSG Wismut Karl-Marx-Stadt | BSG Chemie PCK Schwedt | BSG EAB 47 Berlin      | BSG Fortschritt Erfurt |
| 1984 | Colditz und Grimma | BSG Motor Halle                 | BSG Turbine Potsdam        | BSG Rotation Schlema   | BSG Post Rostock       | BSG Chemie Leipzig     |

### Endspiele 1985–1990
| Saison | Austragungsort             | Finale               | Finale        | Finale                     | Spiel um Platz 3           | Spiel um Platz 3 | Spiel um Platz 3       |
| Saison | Austragungsort             | Meister              |               | Zweiter                    | Dritter                    |                  | Vierter                |
| ------ | -------------------------- | -------------------- | ------------- | -------------------------- | -------------------------- | ---------------- | ---------------------- |
| 1985   | Markkleeberg               | BSG Turbine Potsdam  | 2:0           | BSG Wismut Karl-Marx-Stadt | BSG KWO Berlin             | 2:0              | BSG VEM Zörbig         |
| 1986   | Dresden                    | BSG Turbine Potsdam  | 4:1           | BSG Motor Halle            | BSG EAB 47 Berlin          | 1                | BSG Fortschritt Erfurt |
| 1987   | Kamenz                     | BSG Rotation Schlema | 4:1           | BSG Wismut Karl-Marx-Stadt | BSG Turbine Potsdam        | 2                | BSG KWO Berlin         |
| 1988   | Aue BabelsbergAue Köpenick | BSG Rotation Schlema | 3:0 1:3       | BSG Turbine Potsdam        | BSG Wismut Karl-Marx-Stadt | 4:2 0:0          | BSG KWO Berlin         |
| 1989   | Babelsberg Aue             | BSG Turbine Potsdam  | 3:1 (1:1) 2:3 | BSG Rotation Schlema       | BSG Handwerk Magdeburg     | 2                | HSG Universität Jena   |
| 1990   | Chemnitz Rostock           | BSG Post Rostock     | 6:1 4:2       | BSG Wismut Chemnitz        | BSG Turbine Potsdam        | 2                | HSG Universität Jena   |

### Oberliga Nordost 1990/91

#### Gesamttabelle
| Pl. | Verein                 | Sp. | S  | U | N  | Tore    | Diff. | Punkte |
| --- | ---------------------- | --- | -- | - | -- | ------- | ----- | ------ |
| 1.  | HSG Uni Jena           | 18  | 14 | 3 | 1  | 049:500 | +44   | 31:50  |
| 2.  | FC Wismut Aue          | 18  | 13 | 3 | 2  | 067:150 | +52   | 29:70  |
| 3.  | BSG Turbine Potsdam    | 18  | 13 | 2 | 3  | 059:240 | +35   | 28:80  |
| 4.  | BSG Post Rostock (M/P) | 18  | 11 | 4 | 3  | 034:130 | +21   | 26:10  |
| 5.  | BSG Wismut Chemnitz    | 18  | 6  | 3 | 9  | 024:310 | −7    | 15:21  |
| 6.  | BSG Motor Halle        | 18  | 5  | 4 | 9  | 015:380 | −23   | 14:22  |
| 7.  | SV Johannstadt 90      | 18  | 3  | 7 | 8  | 020:340 | −14   | 13:23  |
| 8.  | 1. FC Union Berlin     | 18  | 3  | 6 | 9  | 014:430 | −29   | 12:24  |
| 9.  | BSG Fortschritt Erfurt | 18  | 2  | 2 | 14 | 013:530 | −40   | 06:30  |
| 10. | SG Handwerk Magdeburg  | 18  | 2  | 2 | 14 | 014:630 | −49   | 06:30  |

#### Hinrundentabelle
Die Hinrunde der Frauen-Oberliga Nordost 1990/91 wurde durch Wismut Aue und Uni Jena dominiert. Aue konnte sich den Herbstmeistertitel sichern.
| Pl. | Verein                 | Sp. | S | U | N | Tore    | Diff. | Punkte |
| --- | ---------------------- | --- | - | - | - | ------- | ----- | ------ |
| 1.  | FC Wismut Aue          | 9   | 7 | 2 | 0 | 040:700 | +33   | 16:20  |
| 2.  | HSG Uni Jena           | 9   | 7 | 2 | 0 | 022:300 | +19   | 16:20  |
| 3.  | BSG Post Rostock (M/P) | 9   | 6 | 1 | 2 | 024:500 | +19   | 13:50  |
| 4.  | BSG Turbine Potsdam    | 9   | 6 | 0 | 3 | 031:700 | +24   | 12:60  |
| 5.  | BSG Wismut Chemnitz    | 9   | 4 | 2 | 3 | 017:800 | +9    | 10:80  |
| 6.  | SV Johannstadt 90      | 9   | 1 | 4 | 4 | 009:150 | −6    | 06:12  |
| 7.  | BSG Motor Halle        | 9   | 2 | 2 | 5 | 009:230 | −14   | 06:12  |
| 8.  | 1. FC Union Berlin     | 9   | 1 | 3 | 5 | 005:280 | −23   | 05:13  |
| 9.  | SG Handwerk Magdeburg  | 9   | 1 | 1 | 7 | 006:310 | −25   | 03:15  |
| 10. | BSG Fortschritt Erfurt | 9   | 1 | 1 | 7 | 006:320 | −26   | 03:15  |

#### Kreuztabelle
Die Kreuztabelle stellt die Ergebnisse aller Spiele dieser Saison dar. Die Heimmannschaft ist in der linken Spalte, die Gastmannschaft in der oberen Zeile aufgelistet.
| 1990/91                  | HSG Uni Jena | FC Wismut Aue | BSG Turbine Potsdam | BSG Post Rostock | BSG Wismut Chemnitz | BSG Motor Halle | SV Johannstadt 90 | 1. FC Union Berlin | BSG Fortschritt Erfurt | SG Handwerk Magdeburg |
| ------------------------ | ------------ | ------------- | ------------------- | ---------------- | ------------------- | --------------- | ----------------- | ------------------ | ---------------------- | --------------------- |
| HSG Uni Jena             |              | :             | 4:0                 | 2:0              | 1:1                 | :               | 1:0               | 3:0                | :                      | 8:1                   |
| FC Wismut Aue            | 2:2          |               | 3:2                 | :                | :                   | 6:0             | :                 | :                  | 6:0                    | 8:0                   |
| BSG Turbine Potsdam      | :            | :             |                     | 2:1              | 1:4                 | :               | 6:2               | 6:1                | 4:1                    | :                     |
| BSG Post Rostock         | :            | 1:1           | :                   |                  | 1:0                 | :               | 1:0               | 4:0                | 9:0                    | :                     |
| BSG Wismut Chemnitz      | :            | 0:3           | :                   | :                |                     | 0:1             | :                 | 5:0                | :                      | 2:0                   |
| BSG Motor Halle          | 0:5          | :             | 0:4                 | 0:1              | :                   |                 | :                 | :                  | :                      | 1:4                   |
| SV Johannstadt 90        | :            | 1:4           | :                   | :                | 1:1                 | 1:1             |                   | 0:0                | :                      | :                     |
| 1. FC Union Berlin       | 0:4          | 1:7           | 1:2                 | :                | :                   | 1:1             | :                 |                    | 1:0                    | 1:1                   |
| BSG Fortschritt Erfurt   | 0:2          | :             | :                   | :                | 0:4                 | 1:5             | 1:1               | :                  |                        | 3:0                   |
| SG Handwerk Magdeburg    | 0:1          | 0:4           | 1:6                 | 0:6              | :                   | :               | 0:3               | :                  | :                      |                       |
| kursiv: Spiele Rückrunde |              |               |                     |                  |                     |                 |                   |                    |                        |                       |

### Meistertrainer
- 1979: Rolf Mothes (Motor Mitte Karl-Marx-Stadt)
- 1980: Siegfried Loose (BSG Wismut Karl-Marx-Stadt)
- 1981: Bernd Schröder (BSG Turbine Potsdam)
- 1982: Bernd Schröder
- 1983: Bernd Schröder
- 1984: Jürgen Ulber (BSG Motor Halle)
- 1985: Bernd Schröder
- 1986: Bernd Schröder
- 1987: Dietmar Männel (BSG Rotation Schlema)
- 1988: Dietmar Männel
- 1989: Bernd Schröder
- 1990: Manfred Draheim (BSG Post Rostock)
- 1991: Hugo Weschenfelder (Uni SV Jena)[14]

## DFV-Pokal/NOFV-Pokal
Ab 1987 wurde der Pokal des Demokratischen Frauenbundes ausgespielt. Pokalstifter war der Demokratische Frauenbund Deutschlands – bei den Herren war es der FDGB. Über diesen Wettbewerb ist sehr wenig bekannt. In vielen Spielzeiten sind kaum Ergebnisse bekannt und auch der Modus konnte bisher nicht eruiert werden.

### Endspiele
| Saison | Datum Spielort                                       | Sieger                     | Ergebnis            | Finalist                   |
| ------ | ---------------------------------------------------- | -------------------------- | ------------------- | -------------------------- |
| 1987   | 7. Oktober 1987 Leninstadion, Altenburg              | BSG Rotation Schlema       | 3:2 n. E.           | BSG Wismut Karl-Marx-Stadt |
| 1988   | 4. September 1988 n/a                                | BSG Wismut Karl-Marx-Stadt | ?:?                 | n/a                        |
| 1989   | 13. Mai 1989 Friedrich-Ludwig-Jahn-Sportpark, Berlin | BSG Rotation Schlema       | 1:0                 | HSG Uni Jena               |
| 1990   | 23. Juni 1990 Elsterkampfbahn, Senftenberg           | BSG Post Rostock           | 0:0 n. V. 5:3 i. E. | BSG Wismut Chemnitz        |
| 1991   | 9. Juni 1991 Sportpark Walzwerkhölzchen, Hettstedt   | FC Wismut Aue              | 2:0                 | SSV Turbine Potsdam        |

## Nationalmannschaft
Im Sommer 1989 war für den DFV der DDR die Zeit „herangereift, dem Damenfußball eine weitere Anerkennung zukommen zu lassen.“ Die beiden Trainer Bernd Schröder von Turbine Potsdam und Dietmar Männel von Rotation Schlema wurden beauftragt, 26 Spielerinnen der leistungsstärksten Betriebssportgemeinschaften von Potsdam, Schlema, Karl-Marx-Stadt, Rostock und Jena zu einem Sichtungslehrgang für eine DDR-Nationalelf einzuladen. Die Ex-DDR-Nationalspielerin Doreen Meier vermutet, dass die Begeisterung, die die Europameisterschaft der Damen 1989 in der BRD und der Titelgewinn der deutschen Frauen auch in der DDR ausgelöst hatte, hier mitentscheidend war.
Am 21./22. Oktober 1989 trafen sich die Spielerinnen zum ersten Nationalmannschaftslehrgang in der Sportschule des DFV in Leipzig. Anfang 1990 fanden weitere Lehrgänge in Leipzig statt, damit ausgesiebt werden konnte. Im Zuge der Vorbereitung trat die Mannschaft zudem gegen zwei Mannschaften an, eine Ost- und eine Westberliner Auswahl.
Die DDR-Fußballnationalmannschaft der Frauen bestritt aber nur ein einziges Spiel. Am 9. Mai 1990 trat man im Karl-Liebknecht-Stadion in Potsdam-Babelsberg gegen die Auswahl der ČSFR vor etwa 800 Zuschauern an und verlor mit 0:3. Die Tschechoslowakinnen hatten bereits insgesamt 183 Länderspiele bestritten und kurz zuvor nur knapp gegen die bundesdeutsche Auswahl verloren. Im Gegensatz zu den männlichen Nationalspielern des DFV werden die Spielerinnen in den Statistiken des DFB nicht berücksichtigt und es wurde auch nach der Wiedervereinigung keine Spielerin in die DFB-Auswahl berufen.
Die DDR-Mannschaft (mit Auswechselspielerinnen) am 9. Mai 1990 in Potsdam: Sybille Brüdgam, Heike Hoffmann, Sabine Berger (alle Turbine Potsdam), Annett Viertel (Torhüterin), Kathrin Hecker, Heike Ulmer (alle Rotation Schlema), Sybille Lange, Katrin Prühs, Katrin Baaske (alle Post Rostock), Carmen Weiß, Dana Krumbiegel (beide Wismut Karl-Marx-Stadt), Petra Weschenfelder, Heidi Vater, Doreen Meier (alle Uni Jena), Kathrin Nicklas (KWO Berlin), Petra Jachtner (Numerik Karl-Marx-Stadt) und Maika Alex (Handwerk Magdeburg).
Die Aufstellung:
| Annett Viertel (Tor)                                                    |
| Kathrin Hecker                                                          |
| Petra Weschenfelder (ab 70. Heidi Vater), Heike Hoffmann, Sybille Lange |
| Carmen Weiß (ab 46. Heike Ulmer), Katrin Prühs, Sybille Brüdgam         |
| Katrin Baaske (ab 60. Sabine Berger), Dana Krumbiegel, Doreen Meier     |

## Neue Bundesländer heute
Im Gegensatz zum Männerfußball konnte sich im Frauenfußball mit dem 1. FFC Turbine Potsdam eine internationale Spitzenmannschaft etablieren. Nach jahrelanger Aufbauarbeit konnte Turbine nach der Wende mehrere Meisterschaften und Pokalsiege sowie internationale Wettbewerbe gewinnen. Durch intensive Nachwuchsarbeit stellt der Verein einen Großteil der Juniorennationalmannschaften. Viele Spielerinnen schafften den Sprung in die erste Mannschaft.
Neben Potsdam konnte sich bis jetzt nur der FF USV Jena längerfristig in der Bundesliga etablieren. Nachdem man in der ersten gesamtdeutschen Saison 1991/92 als amtierender NOFV-Meister postwendend wieder abgestiegen war, gelang 2008 nach 16 Jahren die Rückkehr in die höchste deutsche Spielklasse. Dieser gehörte man bis zum Abstieg 2018 ununterbrochen und ab der Saison 2019/2020 erneut an. Der bisher größte Erfolg gelang dem USV im Jahr 2010 mit dem Einzug ins Finale des DFB-Pokals.
Drei weitere Vereine aus den neuen Bundesländern konnten sich bisher jeweils nur ein Jahr lang in der Bundesliga halten: der FC Wismut Aue (1991/92), der Polizei SV Rostock (1995/96) und Lokomotive Leipzig (2011/12). In der Saison 2019/20 wird mit Turbine Potsdam II nur noch ein Club aus Ostdeutschland in der 2. Bundesliga spielen, nachdem sich Blau-Weiß Hohen Neuendorf sowie FF USV Jena II am Ende der Saison 2017/18 nicht für die neue eingleisige 2. Frauen-Bundesliga 2018/19 qualifizieren konnten.

### Geschichte der Frauenvereine
(Stand: 2020/21)

#### Erstklassig
- BSG Turbine Potsdam (Gründung 1971 innerhalb der BSG Turbine Potsdam 1955) → SSV Turbine Potsdam (1990–1999) → 1. FFC Turbine Potsdam (eigenständig, seit 1999)

#### Zweitklassig
- HSG Uni Jena (Gründung Gesamtverein 1949) → USV Jena (1990–2003) → FF USV Jena (eigenständig, 2003–2020) → FC Carl-Zeiss Jena (seit 2020, Übernahme des Spielrechts)

#### Drittklassig
- 1. FC Union Berlin (Gründung 1969) → BSG Kabelwerk Oberspree Berlin (1971–1990, durch Angliederung des Frauenfußballs an den Volkssport-Bereich) → 1. FC Union Berlin (seit 1990)
- SG Handwerk Magdeburg (Gründung Gesamtverein 1963) → SV Fortuna Magdeburg (1991–1997) → FSV Fortuna Magdeburg/Wolmirstedt (eigenständig, 1997–2003) → Magdeburger FFC (seit 2003)
- BSG Fortschritt Erfurt (Gründung 1973) → SV Concordia Erfurt (1990–1991) → SV Grün-Weiß 1990 Erfurt (1991–1997) → 1. FFV Grün-Weiß Erfurt (eigenständig, 1997–2003) → 1. FFV Erfurt (seit 2003)

#### Viertklassig
- BSG Rotation Schlema (Gründung 1974) → FC Wismut Aue (1990–1993) → FC Erzgebirge Aue (seit 1993)
- BSG Aufbau Dresden-Ost (Gründung 1971) → SV Johannstadt 90 (seit 1990)
- BSG Wismut Karl-Marx-Stadt (Gründung Gesamtverein 1948 als BSG Dwigatel Karl-Marx-Stadt) → BSG Wismut Chemnitz (1990) → Chemnitzer FC (seit 1991)
- BSG EAB 47 Berlin (Gründung 1971) → SV Lichtenberg 47 (seit 1990)
- BSG LTA Dresden (Gründung 1978) → SV Fortuna Dresden-Rähnitz (1993–2002) → 1. FFC Fortuna Dresden-Rähnitz (eigenständig, 2002–2013) → 1. FFC Fortuna Dresden (seit 2013)

#### Sechstklassig
- BSG Motor Halle (Gründung 1970) → SG Motor Halle (seit 1990; bis 1992/93 in der Regionalliga, mind. seit 2008/09 in tieferen Klassen)
- BSG Modedruck Gera (Gründung 1973[23]) → TSV 1880 Modedruck Gera-Zwötzen (1991–1992) → TSV 1880 Gera-Zwötzen (1992–2003) → 1. FC Gera 03 (Fußballabteilung eigenständig, 2003–2010) → F.F.C. Gera (Frauenabteilung selbstständig seit 2011, zuvor Spielgemeinschaft (SG) mit BSG Wismut Gera) → BSG Wismut Gera (seit 2021[24])

#### Aufgelöst bzw. nicht gemeldet
- BSG Motor Mitte Karl-Marx-Stadt (Gründung 1969) → BSG Numerik Karl-Marx-Stadt (1980–1990) BSG Numerik Chemnitz (1990–1994)→ SV Bernsdorf (1994–2015) → VfL Chemnitz (seit 2015, Fusion mit SV Stahl Reichenhain)
- BSG Post Rostock (Gründung 1970) → FC Hansa Rostock (1991–1993) → Polizei SV Rostock (1993–2005) → SV Hafen Rostock 61 (ab 2005, Frauenabteilung seit der Saison 2018/19 nicht mehr gemeldet)
- BSG Chemie Wolfen (Gründung Gesamtverein 1948 als BSG Chemie Agfa Wolfen) → SG Chemie Wolfen (1990–1994) FC Grün-Weiß Wolfen (1994–2012, Frauenabteilung ab 2008 nicht mehr gemeldet)
- BSG Chemie PCK Schwedt (Gründung 1977; Verbleib unklar) [→ FSV PCK 90 Schwedt (1990–1993) → 1. FC Schwedt 02 (1993–1996, Konkurs) → VGS 90 Schwedt (1996–1998, Anschluss der Nachwuchsabteilung des 1. FC Schwedt) → UFC Schwedt (1998–2002) → FC Schwedt 02 (seit 2002, Fusion mit dem VfB Schwedt, dort bis 2006 Frauenfußball, dann Wechsel erneut gegründeter VfB Schwedt von 2004, heute Spielgemeinschaft mit FSV City 76 Schwedt, zwischenzeitlich wieder Frauenfußball mind. 2013 bis 2018 beim FC Schwedt 02)]
- BSG Chemie Leipzig (Gründung 1968, Auflösung 1987) // VfB Leipzig (Mitte 1990er-2003) → 1. FC Lokomotive Leipzig (2003–2013) → FFV Leipzig (eigenständig, 2013 – Spielerinnenwechsel, 2017 Rückzug aus dem Spielbetrieb) → FC Phoenix Leipzig (seit 2017, Spielerinnenwechsel)